# Turridrupa acutigemmata
Turridrupa acutigemmata é uma espécie de gastrópode do gênero Turridrupa, pertencente a família Turridae.